# Lee Cook
Lee Cook (ur. 3 sierpnia 1982 roku w Londynie) to angielski piłkarz, grający na pozycji lewego pomocnika.